# Racismo en Argentina

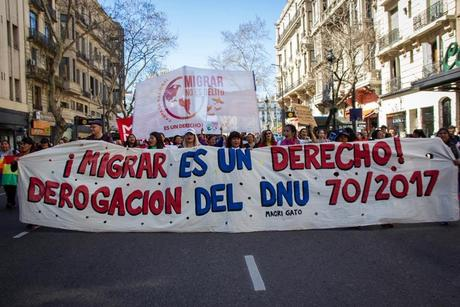
Marcha en Argentina contra la xenofobia en el año 2017

En Argentina existieron y existen conductas de discriminación relacionadas con las características étnicas o el origen nacional de las personas. A su vez, la discriminación de tipo racista suele estar íntimamente relacionada con conductas de discriminación por causas socioeconómicas y políticas.
Se han difundido términos y conductas para discriminar a ciertos grupos de población, en especial a aquellos denominados «negros», un grupo que en la Argentina no se encuentra claramente definido, pero se asocia, aunque no exclusivamente, con personas pertenecientes a la clase baja, pobres y, más recientemente con la delincuencia. También se han desarrollado términos y actitudes de tipo racista, xenófobo y despectivo para dirigirse a los inmigrantes. Antiguamente, «gallego», «tano», «turco» y «ruso» poseían connotaciones peyorativas, que aún continúan en los «chistes de gallegos» en el primer caso y en los insultos antisemitas, en el último. El término «negro», cuando es usado en términos despectivos, se asocia, aunque no exclusivamente, con personas pertenecientes a la clase baja, los pobres y los excluidos, y más recientemente con la "delincuencia" y la "inseguridad".
El antisemitismo existe también en Argentina, en un marco influido por la gran inmigración de judíos y la presencia de una extensa comunidad y de un relativamente amplio mestizaje de los judíos con otros grupos de la población. Argentina es el único país de América en donde se ejecutó un pogromo (matanza de judíos) en 1919, durante la Semana Trágica en la presidencia de Hipólito Yrigoyen. En 1910, el senador nacional Manuel Láinez presentó un proyecto de comunicación al Poder Ejecutivo en el que le solicitaba que redactara un anteproyecto de modificación de la ley migratoria; el proyecto en sí, que fue introducido sobre tablas (es decir que no estaba previsto en el orden del día de esa sesión), era breve e inocuo, pero la fundamentación que hizo Láinez en el Senado fue una agresiva descalificación de los inmigrantes sirio-libaneses (entonces llamados siro-otomanos), así fueran cristianos, musulmanes o judíos. Solo el senador por La Rioja Joaquín V. González pidió la palabra para refutar a Láinez.
En muchos casos, se han «racializado las relaciones sociales», y simplemente se utiliza el término «negro» para denominar al trabajador, obrero, etc. sin relación alguna con el tono de su piel. En las relaciones laborales es habitual, entre las personas que poseen cargos de importancia en empresas, referirse al conjunto de trabajadores de la empresa como los «negros». También en la vida política es habitual utilizar la palabra «negros» por parte de ciertos grupos para referirse despectivamente a los simpatizantes del peronismo.
Existe una amplia discusión sobre el alcance de las conductas racistas en Argentina. Mientras algunos sectores sostienen que se trata de comportamientos inofensivos o marginales rechazados por prácticamente la totalidad de la población, otros sectores sostienen que el racismo es un fenómeno extendido y expresado de muy diversas maneras. Algunos grupos afirman también que las eventuales conductas racistas en Argentina no se diferencian de las que se presentan en los demás países del mundo, mientras que otros sostienen que el racismo en Argentina tiene algunas particularidades en los modos en que se presenta, relacionadas con la historia, la cultura y los grupos étnicos que interaccionan.
En 1995, la Ley 24515 creó el Instituto Nacional contra la Discriminación, la Xenofobia y el Racismo (INADI), que puso al país a la vanguardia de la lucha contra el racismo y la discriminación, aunque sin que aún se hayan obtenido grandes avances.
Hablando sobre la persistencia del discurso racista en el mundo, el lingüista neerlandés Teun A. van Dijk, ha sostenido que:

La Argentina, tanto en su historia como en la actualidad, muestra muchas formas de racismo, desde la discriminación de indígenas y africanos y el racismo generalizado contra los «cabecitas negras» hasta el trato dispensado a los inmigrantes pobres de los países latinoamericanos cercanos. Por otro lado, también hay una conciencia antirracista y grupos, organizaciones y científicos que se oponen al racismo cotidiano.
Teun van Dijk

## Términos racistas
En Argentina se utilizan una serie de términos con una cierta intencionalidad discriminatoria, que conforma un modo especial de racismo. Si bien estos términos están «inspirados» en una intención racista, la mayoría de ellos se utiliza sin referencia a la etnia concreta de una persona, con el fin de racializar las relaciones sociales. Aún usadas en forma discriminatoria, palabras de uso cotidiano en Argentina, como «negro», «gronchada» o «grasa», no se refieren generalmente a la población fenotípicamente africana, de pequeña (pero creciente) presencia en el país, que da origen a la frase racista «en Argentina no hay negros», relacionándose más con la población fenotípicamente indígena y con los sectores sociales más postergados.

### «Negro»
La utilización de la palabra «negro» y otras derivadas de la misma raíz en forma despectiva está difundida en Argentina, en casi todos los grupos sociales, incluso en aquellos que reciben el mote despectivo de «negro» por parte de otros grupos. Sin embargo, es necesario destacar que también existe un amplio uso del término «negro» y «negra» con un significado absolutamente fraterno y carente de toda intención discriminadora. Es un apodo muy común entre amigos y familiares. Por ejemplo, los admiradores de la famosa cantante Mercedes Sosa, la nombran cariñosamente como «La Negra».
La acepción racista del término «negro» muchas veces es utilizado en forma genérica por sectores de clase media o alta para referirse de manera despectiva a las clases bajas y marginales, independientemente de sus rasgos raciales. El prejuicio discriminatorio de estos sectores no reconoce barreras generacionales, ya que pasa de padres a hijos sin que la formación humanística que reciben los más jóvenes desde las instituciones educativas haga algo efectivo para revertirlo.
Según el medio británico BBC, la misma ideología racista argentina que sostiene que «en Argentina no hay negros» utiliza la palabra «negros» para denominar a una masa mayoritaria de la población integrada por trabajadores, pobres, migrantes internos, inmigrantes latinoamericanos, indígenas, sin demasiada distinción.
Víctor Ramos, presidente de SOS Internacional, responde de este modo a la pregunta de un periodista sobre cuáles son los actos de racismo que se cometen más habitualmente en Argentina:

Yo diría que lo más cotidiano y lo que vemos más frecuentemente nosotros, tiene que ver con un racismo hacia el criollo. Es decir, hacia el también denominado «cabecita negra» o «morocho». Muchas veces suele decirse que en Argentina no hay racismo porque no hay negros... pero acá se discrimina mucho a la persona que tiene la piel oscura e incluso al aborigen que tiene un color de piel más moreno... esto sucede en forma pareja en todas las provincias de nuestro país.
Víctor Ramos

En 1996 durante un viaje diplomático a los Estados Unidos, cuando le preguntaron sobre la población negra de Argentina el presidente Carlos Menem respondió:

Ese problema lo tiene Brasil.

Ariel Armony, un argentino residente en Canadá, donde dirige el Goldfarb Center, dentro del Colby College, ha llamado la atención en 2008 sobre la gravedad del racismo en Argentina y las divisiones sociales que esto conlleva:

No es novedoso que se hable despectivamente de los «negros» en nuestro país. Lo he escuchado en mi casa, en el club, en la escuela. Lo que sí es nuevo es que se identifique públicamente a los «blancos» como responsables, o al menos cómplices, de la injusticia social. La Argentina intenta seguir viviendo la ilusión de ser un país racialmente homogéneo, mayormente europeo y, por ende, blanco, donde la discriminación no existe... No puedo creer que una persona con un mínimo de dignidad y contacto con la realidad pueda dudar de que la Argentina es un país en el que las divisiones entre «blancos» y «negros» (por más difícil que sea distinguir a veces entre unos y otros) son reales y tangibles.
Ariel Armony

#### Derivaciones
«Grone» (anagrama de «negro», en "vesre") también es un término racista de amplia utilización en Argentina, especialmente en Buenos Aires. Se trata de una palabra del lunfardo rioplatense, el vesre, que consiste en pronunciar la palabra invirtiendo sus sílabas.
Un «grone» no es necesariamente una persona negra, ni de piel oscura. Básicamente es una persona a la que se desprecia por su condición social, frecuentemente un trabajador o hijo de éste, perteneciente a la clase baja o media baja. Puede decírsele «grone» también a una persona de piel, cabello y ojos claros, si pertenece a la clase baja o expresa gustos culturales populares. Más recientemente ha comenzado a ser habitual, en este tipo de racismo, asociar la condición de «grone» a la delincuencia.
«Groncho» es un término abiertamente racista, ampliamente utilizado en Argentina y Uruguay, que deriva de una corrupción de la palabra «negro». Derivado de «groncho», se utiliza «gronchada», para referirse a un acto desagradable. Por ejemplo, una persona puede decir que un par de pantalones que no le gustan son «una gronchada», aludiendo a que es un estilo que podría ser utilizado por un «groncho».
Es una palabra surgida en la segunda mitad de los años setenta. En los años ochenta se realizó un exitoso «sketch» televisivo, dentro del programa Matrimonios y algo más, que se denominó «El groncho y la dama», protagonizado por Hugo Arana y Cristina del Valle. Se trataba de un «sketch» satírico en el que un trabajador mecánico estaba casado con una dama de clase alta, que lo denominaba «groncho» y se sentía seducida por la capacidad sexual del obrero.
«Negrada» es un término ampliamente utilizado en Argentina y Uruguay y uno de sus significados racistas es idéntico a «gronchada» (por ejemplo, «la pelea de anoche fue una negrada», o «ese colegio es una negrada»). También se utiliza como sustantivo colectivo con un sentido despectivo para referirse a un grupo de personas aludidas como «negras», aunque no lo sean. Un ejemplo de su uso es ofrecido por el pianista argentino Miguel Ángel Estrella al recordar los interrogatorios a que fue sometido en Uruguay cuando fue detenido-desaparecido durante la última dictadura militar en el marco del Plan Cóndor:

Él manejaba los interrogatorios. Me decía: «Vos nunca más vas a tocar el piano. Porque vos no sos guerrillero, pero sos algo peor: con tu piano y tu sonrisa te metés a la negrada en el bolsillo y les hacés creer a los negros que pueden escuchar a Beethoven».
Miguel Ángel Estrella

La revista Noticias difundió en 2016 el uso de la palabra "negro" y sus derivaciones, con significado peyorativo, por María Agustina “Puppi” Bonnecarrere, editora de fotos del PRO, partido presidido por Mauricio Macri. Entre las frases difundidas a través de Twitter, se encuentran las siguientes:

- Me gusta estar negra carbón, ojo no confundir con negro sucio...
- ¡Qué le pasa a Evo (Morales). Calla o llora, pero hablar no. No sabe hablar. OMG el bolita me sacó.
- Haciendo zapping me encuentro con la gronchada y disparate de Operación Triunfo.
- Me genera ira la gente que se alegra con la muerte de una persona. Mentalidad de pobre y negro.

### «Indio»
La palabra «indio» es común en el habla cotidiana argentina. Tiene y tuvo una carga racista menor que la palabra «negro». Incluso desde hace algunas décadas existe una amplia corriente cultural que ha impulsado el nombramiento de los hijos con nombres indígenas, como Ayelén, Maitén, Lautaro, Nehuen, Pacha, Itatí, obligando incluso al Estado argentino a reformar las leyes que prohibían el uso de nombres indígenas. Según el último informe de Amnistía internacional, de 2017, en Argentina hay una discriminación extendida y vulneración de derechos contra los pueblos originarios.
Sin embargo en ciertas oportunidades existe una carga levemente racista en el uso del término. Por ejemplo, la frase «¡niños, parecen unos indios!», aunque ya en cierto desuso, se entiende claramente como «sucios» o «desordenados» o también las frases (algunas autocalificativas) como «yo de pendejo era re indio» o «mi hermanito es un indio» son aún utilizadas para referirse a que la persona de la que se habla tiene actitudes de tipo violentas, irracionales o que actúa de manera impulsiva. Aunque también poseen connotaciones de desprolijidad o suciedad, se las utiliza más con una visión picaresca y hasta de jactancia.
También existe una clara tendencia a denominar a todos los pueblos originarios con el término «indio», o «indígena», sin precisar a cual de ellos se está refiriendo el hablante, incluso conociéndolo. Esta costumbre es general y no solo para los argentinos y se relaciona estrechamente con la conducta de invisibilización de las culturas y etnias no europeas.
Durante los sucesos que rodearon la desaparición de Santiago Maldonado, en el marco de una represión policial en una comunidad mapuche, se evidenció un extendido racismo contra los pueblos originarios, en las autoridades estatales, las fuerzas de seguridad, la población y los medios de comunicación, denominando en muchos casos a los indígenas con la palabra "negro", utilizada en forma despectiva.

### «Mestizo»
La palabra «mestizo» se utiliza muy poco en el habla cotidiana, aunque es relativamente usual utilizarla en el mundo académico, concretamente en ciencias sociales e históricas, en algunos casos con connotaciones racistas, y varios investigadores han replanteado el concepto de mestizo para referirse a cualquier intercambio de ADN así como varios pensadores sostienen que todos los pueblos y razas son el resultado de mestizajes anteriores.
La idea racista del mestizaje subsiste aún en ciertos sectores, a comienzos del siglo XXI, como podría reflejar el debate sobre la eventual condición de mestizo de José de San Martín, uno de los padres de la patria. En ese sentido el historiador Hugo Chumbita sostuvo que «ha existido y hay aún resistencia a revisar la historia oficial por la idea de que, de corroborarse el origen mestizo de San Martín, se rebajaría su imagen».
En sentido similar se informa en un artículo periodístico que «“si el padre de la Patria es un mestizo bastardo, Argentina también lo es”, se quejaban las voces conservadoras».

## Racismo «blanco-europeísta»
Mario Margulis opinó que en Argentina se ha construido una difusa ideología racista fundada en la supremacía europea. Teun van Dijk afirmó que en Argentina y América Latina tanto la izquierda política como la derecha no difieren fundamentalmente con respecto al tratamiento de los indígenas y los negros.
Esta ideología tiende a sostener que Argentina es un país poblado por inmigrantes europeos «bajados de los barcos», a los que suele denominársele «nuestros abuelos», que establecieron un tipo especial de población europea, no  sudamericana, y «blanca».
Complementariamente, esta ideología tiende a considerar como poco relevante, y a veces indeseable, toda influencia cultural de poblaciones relacionadas con los pueblos originarios, africanos, latinoamericanos, o asiáticos. El racismo blanco-europeísta argentino tiene similitudes con la política de Australia Blanca llevada adelante desde principios del siglo XX.
El racismo blanco-europeísta argentino se ha organizado desde la visión del Estado y tiene origen a partir de la interpretación del artículo 25 de la Constitución Nacional inspirado por Alberdi que establece una diferencia entre «inmigración europea» (que debe ser fomentada) e inmigración no europea, norma que no se alteró al hacerse las reformas en 1860, 1868, 1898, 1949, 1957, 1972 y 1994.

Artículo 25: El Gobierno federal fomentará la inmigración europea; y no podrá restringir, limitar ni gravar con impuesto alguno la entrada en el territorio argentino de los extranjeros que traigan por objeto labrar la tierra, mejorar las industrias, e introducir y enseñar las ciencias y las artes.
Constitución de la Nación Argentina

Así explicaba Alberdi, padre de la Constitución Argentina de 1853, los fundamentos de fomentar la inmigración europea para desarrollar la mano de obra en su libro Bases y puntos de partida para la reorganización nacional (1852):

Haced pasar el roto, el gaucho, el cholo, unidad elemental de nuestras masas populares por todas las transformaciones del mejor sistema de instrucción; en cien años no haréis de él un obrero inglés que trabaja, consume, vive digna y confortablemente.
Juan Bautista Alberdi

Alberdi proponía que el idioma nacional fuese el francés, pues pensaba que las tradiciones hispánicas y cristianas eran contrarias al progreso.

Gobernar es poblar en el sentido que poblar es educar, mejorar, civilizar, enriquecer y engrandecer espontánea y rápidamente, como ha sucedido en los Estados Unidos. Mas para civilizar por medio de la población es preciso hacerlo con poblaciones civilizadas; para educar a nuestra América en la libertad y en la industria es preciso poblarla con poblaciones de la Europa más adelantada en libertad y en industria... hay extranjeros y extranjeros; y que si Europa es la tierra más civilizada del orbe, hay en Europa y en el corazón de sus brillantes capitales mismas, más millones de salvajes que en toda la América del Sur. Todo lo que es civilizado es europeo, al menos de origen, pero no todo lo europeo es civilizado; y se concibe perfectamente la hipótesis de un país nuevo poblado con europeos más ignorantes en industria y libertad que las hordas de la Pampa o del Chaco.
Juan Bautista Alberdi

De allí nace la frase popular "A este país lo fundaron los inmigrantes", principalmente se trataba de traer inmigrantes que provenían del noroeste de Europa, principalmente de Inglaterra y Francia, los países más progresistas en aquel tiempo.

Con tres millones de indígenas, cristianos y católicos, no realizaríais la república ciertamente. No la realizaríais tampoco con cuatro millones de españoles peninsulares, porque el español puro es incapaz de realizarla allá o acá. Si hemos de componer nuestra población para nuestro sistema de gobierno, si ha de sernos más posible hacer la población para el sistema proclamado que el sistema para la población, es necesario fomentar en nuestro suelo la población anglosajona. Ella está identificada con el vapor, el comercio y la libertad, y nos será imposible radicar estas cosas entre nosotros sin la cooperación activa de esa raza de progreso y de civilización.
Juan Bautista Alberdi

Aunque se haya tomado la Constitución como inspiración de la discriminación racial.
Durante la llamada Argentina conservadora se buscaría expulsado trabajadores e inmigrantes que no se adecuarán al prototipo blanco que el gobierno buscaba.
Sarmiento en las Cartas Quillotanas donde le llega a criticar por su postura hacia los gauchos:

“Ud. leía por la noche manuales de estrategia francesa y cuando a la mañana siguiente veía Ud. gauchos y no soldados europeos a su alrededor exclamaba: barbarie, atraso, rudeza!”.
Juan Bautista Alberdi a Domingo F. Sarmiento, Segunda Carta, Cartas Quillotanas

Sin embargo, con el paso del tiempo, el fracaso del gobierno en atraer inmigración masiva de esos tres países, y por el contrario, ante el hecho consumado de la inmigración de grandes contingentes de italianos y en menor proporción de españoles, la ideología racista terminó por incluir también a estos grupos como «europeos» y «blancos». Esta tendencia fue fortalecida recientemente con el ingreso de Italia, y sobre todo España, a la Unión Europea. Por el contrario, con respecto a los judíos, la ideología racista argentina se fue consolidando como antisemita, con el paso del tiempo. El punto más alto de esa tendencia fue la orden secreta del canciller del presidente Roberto M. Ortiz en 1938 para negar las visas a los judíos.
Entre los principales inspiradores del racismo y de la discriminación racial argentina se encuentran Domingo F. Sarmiento, Juan B. Alberdi, José Ingenieros, José María Ramos Mejía, etc. Más recientemente, los gobiernos militares elaboraron textos y políticas inspiradas en este peculiar racismo argentino, que reforzaron la ideología y le dieron connotaciones políticas.
José Hernández en su célebre poema El Gaucho Martín Fierro refleja el racismo de la época contra el gaucho y la población criolla, a la vez de poner en boca del protagonista expresiones discriminatorias, mostrándolo a su vez racista hacia los afroargentinos, indígenas e inmigrantes italianos, especialmente.
Domingo F. Sarmiento, quien fuera presidente durante la gran epidemia de fiebre amarilla en Buenos Aires y la guerra del Paraguay, hechos a los que tradicionalmente se les ha asignado el exterminio de la población negra del país (aunque los estudios históricos de las últimas décadas han mostrado que la población negra no ha desaparecido totalmente), escribió en 1848 en su diario de viaje a Estados Unidos:

La esclavitud de los Estados Unidos es hoy una cuestión sin solución posible; son cuatro millones de negros, y dentro de veinte años serán ocho. Rescatados, ¿quién paga los mil millones de pesos que valen? Libertos, ¿qué se hace con esta raza negra odiada por la raza blanca? Los estados libres son superiores en número y riqueza a los estados de esclavos... ¿Pero adónde irían cuatro millones de libertos? He aquí un nudo gordiano que la espada no puede cortar y que llena de sombras lúgubres el porvenir tan claro y radioso sin eso de la Unión Americana. Ni avanzar ni retroceder pueden; y mientras tanto la raza negra pulula, se desenvuelve, se civiliza y crece. ¡Una guerra de razas para dentro de un siglo, guerra de exterminio, o una nación negra atrasada y vil, al lado de otra blanca, la más poderosa y culta de la Tierra!
La deficiencia del indio, aun ya civilizado y libre, y aun afincado, es que no tiene conciencia de sus derechos personales. Los negros son capaces de entusiasmo y sensibles a muchos buenos estímulos. El indígena, salvo antagonismos de raza, es menos susceptible.
Domingo F. Sarmiento

Al respecto de esto, un hito importante a la tradición «europeizante» fue la publicación en 1904 de la novela Alegre por parte del escritor Hugo Wast. Alegre trata la historia de un joven inmigrante africano traído como esclavo a estas orillas, y desafía el mandato de invisibilidad de la cultura local conservadora que pretendía negarle a los negros una parte de la identidad nacional. Inspirado en la conocida novela La cabaña del tío Tom, Alegre es una novela que trata a un africano de piel negra esclavo en estas tierras como el protagonista de la historia y el héroe.
El historiador Ezequiel Adamovsky, en un artículo titulado «Gringos y negros», publicado en 2008, ha señalado la profundidad de los fenómenos racistas en Argentina y su imbricación con el conflicto social. Adamovsky sostiene que:

En Argentina, la jerarquía que da el dinero coincide casi perfectamente con la que da el color de la piel. Existen varios motivos históricos para esta superposición de la clase con la «raza». Uno, no menor, es que las elites que en el siglo XIX organizaron el país tomaron decisiones económicas y políticas que terminaron beneficiando más a los inmigrantes europeos que ellas mismas convocaron, que a los nativos de este suelo... El ocultamiento de la «negritud» bajo el mito de Argentina blanca fue y sigue siendo una forma de racismo implícito. Pero toda vez que «los negros» se hicieron notar en la historia nacional, el racismo se manifestó de manera más explícita... Aunque sigamos negándonos a reconocerlo, la sociedad argentina está dividida según líneas de clase y de color de piel que existen desde hace mucho tiempo.
Ezequiel Adamovsky.

La revista Billiken, fue criticada por tratamientos a ciertos temas con posiciones racistas. Como fue en el caso de una tapa titulada: "Vos, yo y la raza blanca", donde ponían a un niño blanco con ojos verdes, un niños japonés con ojos oblicuos y un niño negro de pelo crespo.
En 2016 se generó una fuerte polémica por las expresiones utilizadas por la conocida conductora de televisión Pamela David sobre la familia del presidente en ejercicio Mauricio Macri, a la que elogió calificándola como "una familia blanca, hermosa, pura". A raíz de su comentario, David fue criticada por racista.las levas forzosas de gauchos para luchar contra los indígenas.
También es controvertida su posición respecto de los aborígenes, a los gauchos y a los judíos. En la misma línea de su famoso compañero unitario Esteban Echeverría, que desprecia al pueblo bonaerense y lo trata de «chusma», además de repudiar a negros y gauchos en El matadero (1840).
El 9 de junio de 2021 el presidente Alberto Fernández en el marco de la visita a la Argentina del presidente de España Pedro Sánchez dijo que “Los mexicanos salieron de los indios, los brasileros salieron de la selva, pero nosotros los argentinos llegamos de los barcos, y eran barcos que venían de Europa, y así construimos nuestra sociedad”. Fernández dijo el mismo día en las redes sociales: “Se afirmó más de una vez que `los argentinos descendemos de los barcos´. En la primera mitad del siglo XX recibimos a más de 5 millones de inmigrantes que convivieron con nuestros pueblos originarios. Es un orgullo nuestra diversidad”. “A nadie quise ofender, de todas formas, quien se haya sentido ofendido o invisibilizado, desde ya mis disculpas”.

## Racismo contra los habitantes de las provincias
Una manifestación del racismo en la Argentina, es el trato despectivo por parte de quienes viven en la ciudad autónoma de Buenos Aires, denominados porteños, contra las personas que viven en las provincias, referidas a veces con términos también despectivos, como "pajuerano" (de afuera) y en ocasiones "provinciano", sobre todo cuando se utiliza de manera genérica, sin precisión de la provincia correspondiente. Un caso de este tipo de racismo le fue imputado en 2015 al economista y político Alfonso Prat Gay, quien se desempeñó como ministro de Economía del presidente Mauricio Macri. Prat Gay dijo en ese momento:

Somos un país muy culto, no sea que en el 2020 nos veamos gobernados por un fulano de tal que vino de Santiago del Estero.
Alfonso Prat Gay

### Racismo contra jujeños
Jujuy es una provincia que tiene niveles de racismo superiores a la media nacional. Una investigación del INADI de 2014, señaló que mientras que la media nacional de personas que se sienten discriminadas «por el color de su piel» es del 18%, en Jujuy esa percepción sube al 30%. Simultáneamente, existe en Jujuy un alto nivel de racismo contra los pueblos originarios, que llega a un nivel de discriminación percibida por sus integrantes del 77%, superior incluso a las altas medias tomadas en otras provincias donde la discriminación percibida llega al 75,8%.
En febrero de 2020, Elizabeth Vernaci en su programa de radio La Negra Pop hizo comentarios despectivos contra los habitante de la provincia de Jujuy, como: "Jujuy es Bolivia, alguien tiene que decirlo" o "los jujeños son sufridos". Esto causó una fuertes críticas en las redes sociales hacia Vernaci, por lo cual tuvo que disculparse. El INADI tomó acciones por sus dichos.
Investigadores y observadores también han llamado la atención sobre el racismo contra los indígenas jujeños que ha quedado en evidencia en el caso de la dirigente social Milagro Sala, especialmente en las construcciones mediáticas y culturales acerca de la "modestia", la "humildad" y la abstención de un compromiso con la política que "debiera tener" un dirigente social e indígena.
La propia Milagro Sala ha denunciado el trato racista al afirmar que «“me investigan por negra, coya e india”.»
El colectivo Identidad Marrón Jujuy, integrado por artistas y actrices jujeñas, sostiene que:

En Jujuy la discriminación es corriente, hay discriminación sobre los cuerpos y rasgos físicos. Por ejemplo, los medios de comunicación de Jujuy tienen en su mayoría imágenes de mujeres que responden al estereotipo de belleza europea, si hay personas marrones al aire en su mayoría son hombres. Entonces queremos cuestionar ese imaginario del Jujuy en donde las reinas son mujeres de ojos verdes y rubias y visibilizar al Jujuy de rasgos indígenas y pieles marrones. En Jujuy existe el racismo escondido y es cotidiano.

## Xenofobia contra otros latinoamericanos

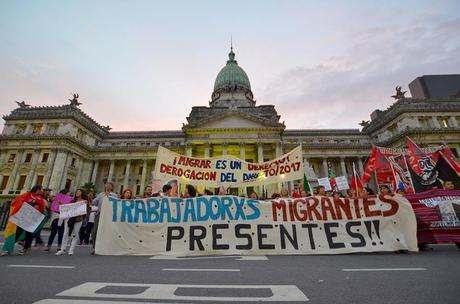
Marcha contra la xenofobia laboral en Argentina en el año 2017

En Argentina existe un amplio y expandido racismo contra las personas provenientes de otros países latinoamericanos, y muy especialmente contra bolivianos, chilenos, paraguayos y también a los brasileños y peruanos.

### Xenofobia contra bolivianos y paraguayos
Los paraguayos y los bolivianos son las dos principales corrientes inmigratorias hacia Argentina en los últimos años y han formado grandes comunidades.
Sin embargo, estas comunidades son, actualmente, a las que los argentinos demuestran más desprecio e intolerancia. En 2008, la justicia argentina condenó a 22 años de prisión a un policía por lesiones e intento de asesinato de un joven por el simple hecho de ser boliviano. La pena reflejó la agravante contemplado en la ley antidiscriminatoria 23.592, cuando el delito «sea cometido por persecución u odio a una raza, religión o nacionalidad».
Un buen ejemplo sobre la xenofobia que viven estas comunidades es que bajo el lema de «No se olviden de Marcelina», la comunidad boliviana en Argentina denuncia el asesinato por motivos racistas de Marcelina Meneses y su hijo Josua Torrez de 10 meses de edad, empujados de un tren en movimiento cerca de la estación de Avellaneda, el 10 de enero de 2001.
Otro ejemplo de la amplia difusión de la discriminación contra las comunidades paraguayas y bolivianas, el 8 de marzo de 2009 se jugaba un partido de fútbol entre Independiente y Boca Juniors cuando en el entretiempo la hinchada de Independiente comenzó a flamear banderas de Bolivia y Paraguay. La actitud fue generalizadamente comprendida como discriminatoria debido a que en Argentina constituye un acto despectivo habitual hacia Boca Juniors, por parte de otras hinchadas, sostener que sus simpatizantes son inmigrantes que provienen de países fronterizos aunque en realidad también existen extranjeros hinchas de otros clubes. Tal es el fundamento racista de la canción cantada por otras hinchadas como la de River Plate, San Lorenzo de Almagro, Racing y Vélez Sársfield:

Son la mitad más uno,/
son de Bolivia y Paraguay.

Yo a veces me pregunto,/
che, negro sucio, si te bañás.

Bosta, qué asco te tengo,/
lavate el culo con aguarrás.

El INADI pidió que se sancionara al Club Atlético Independiente por infringir el Artículo N°88 del reglamento (acto de xenofobia) y que se sancionara al árbitro Sergio Pezzotta por no detener el inicio del segundo tiempo del partido a pesar de la exhibición de las banderas.
El hecho ofendió a los diplomáticos de Bolivia y Paraguay, quienes también se comunicaron. Finalmente, la misma dirección del club se disculpó por los hechos, tuvo una reunión con el INADI y prometió tomar medidas para identificar y sancionar a los responsables.
En un partido de la Copa Nissan Sudamericana entre Vélez Sársfield y Boca Juniors el árbitro Saúl Laverni detuvo el partido por unos minutos porque la hinchada de Vélez cantaba canciones racistas contra Boca, en la cual se expresaba que los hinchas de Boca eran todos de Bolivia y Paraguay. A pesar de esto, Vélez Sarsfield no sufrió ningún tipo de sanción.
En 2016 el senador justicialista Miguel Ángel Pichetto fue criticado por racismo debido al modo en que se refirió a los inmigrantes que provenían de Bolivia y Perú, declaraciones que le valieron el repudio de las autoridades de Bolivia, a través del cónsul de ese país en Buenos Aires. Pichetto dijo durante una sesión del Senado:

Tenemos que dejar de ser tontos. El problema es que siempre funcionamos como ajuste social de Bolivia y ajuste delictivo de Perú. Perú resolvió su problema de seguridad y transfirió todo el esquema narcotraficante a las principales villas de la Argentina, están tomadas por peruanos. La Argentina incorpora toda esta resaca.
Miguel Ángel Pichetto

### Xenofobia contra chilenos
La xenofobia en Argentina contra los chilenos aumentó por dos hechos históricos que generó conflictos, odio y desacuerdos entre ambos países, que dichos problemas siguen vigentes aunque cada vez mejora la situación. Uno de ellos fue la crisis fronteriza de 1978, también conocido como el conflicto de Beagle, donde se expulsó a más de 30.000 inmigrantes chilenos de Argentina. Y otro fue durante la guerra de Malvinas, cuando Chile dio apoyo a Reino Unido en dicha guerra, donde se dio también ataques xenofóbicos contra los chilenos por parte de los medios de comunicación.
En febrero de 2013 se viralizaron videos en internet de policías mendocinos amenazando a chilenos con cortar sus cuellos y beber su sangre.

"Chilenito, chilenito, ten cuidado, ten cuidado, que una noche oscura, a tu casa entraré. Y tu cuello cortaré y tu sangre beberé... y tus calzones oleré".
Policías mendocinos

Durante la copa América de 2015, la hinchada argentina expresó cantos xenofóbicos contra Chile. En aquellos cantos xenofóbicos, se hacía referencia al apoyo de Chile a Reino Unido en la guerra de Malvinas y se hizo burlas con respecto a los terremotos que hay en Chile debido a su fronteriza con el mar.

Chile, decime qué se siente, saber que se te viene el mar

Te juro que aunque pasen los años, nunca nos vamos a olvidar
Porque vos sos un traidor, vigilante y botón, nos vendiste en la guerra por cagón

Por acá no vuelvas más, ojalá te tape el mar, que te ayuden los ingleses a nadar.

## Antisemitismo
El acto de antisemitismo más grave de la historia argentina fue el pogrom de 1919 en el barrio de Once en Buenos Aires, único cometido en América, en el curso de la Semana Trágica, durante la presidencia de Hipólito Yrigoyen de la Unión Cívica Radical. En el mismo fueron atacados miles de judíos y judías, asesinados, torturados y violadas, y sus viviendas quemadas. La frase "yo argentino", aún utilizada en el presente para significar "yo no tengo nada que ver", surgió en el curso del pogrom, como intento de salvar la vida ante los ataques.
En Argentina han existido graves actos llevados adelante contra los judíos, como la orden secreta del canciller argentino en 1938 de impedir el ingreso de judíos a territorio nacional
Leonardo Senkman, compilador del libro El antisemitismo en la Argentina sostiene:

En la Argentina contemporánea ―donde vive actualmente la colectividad judía más numerosa de toda América Latina― el antisemitismo ha sido un fenómeno endémico y sumamente complicado...
Leonardo Senkman

Durante el gobierno de Agustín P. Justo, en 1937, Marcos Savon, cónsul argentino en Gdynia (Polonia), envió varias notas al ministro y premio Nobel Carlos Saavedra Lamas, bajo el título «problema semita», que muestran la orientación general antisemita del gobierno argentino. En la carta del 14 de julio de 1937, en vísperas de la invasión nazi, puede leerse:

Soy de opinión que convendría que se opusieran más trabas a la inmigración de esa raza [hacia Argentina], que parte desde Polonia animada del más profundo rencor hacia el cristiano, y dispuesta a cometer los mayores excesos.
Marcos A. Savon

Según el historiador Raanan Rein, la década de los '60 fue el peor momento para los judíos desde el pogrom de la Semana Trágica de 1919. A partir de la captura de Adolf Eichmann los actos antisemitas se multiplicaron: vandalismo contra instituciones judías, ataques con cargas explosivas en distintas sinagogas y ataques contra estudiantes judíos. El Movimiento Nacionalista Tacuara, una organización fascista con vínculos políticos, inició una serie de campañas antisemitas con peleas en la calle y vandalismo en las sinagogas y profanaciones en los cementerios judíos.
Edgardo Manuel Trolnik, estudiante de 15 años, fue herido por las balas de un ataque antisemita el 17 de agosto de 1960 en un acto en el colegio nacional Sarmiento en Buenos Aires. Gracielas Narcisa Sirota, estudiante de 19 años, fue secuestrada el 21 de junio de 1962 en plena vía pública. Fue torturada salvajemente, según sus captores, como venganza por la captura de Adolf Eichmann, quienes mientras la quemaban con cigarrillos le dejaron grabada una esvástica en el pecho. El 29 de febrero de 1964 fue asesinado, en la puerta de la casa de sus padres, Raúl Alterman, un militante del Partido Comunista de 32 años. Aunque la DAIA reclamaba frente a las autoridades y organizaba manifestaciones de repudio, la consecuencia de tantos actos antisemitas y el temor de los padres los llevó a la creación de las primeras escuela judías integrales en ese período.
Durante los regímenes militares y en especial durante la dictadura conocida como Proceso de Reorganización Nacional se produjeron graves hechos de persecución antisemita, en el que algunas personas fueron torturadas, degradadas y hasta asesinadas por el solo hecho de ser judíos. En los centros clandestinos de detención (CCD), era habitual que a los prisioneros judíos se les grabara la estrella de David en el cuerpo.
El jefe de la policía bonaerense, Ramón Camps, quien secuestrara y torturara a Jacobo Timerman, sostenía que los sionistas eran enemigos de la Argentina y tenían un plan para destruirla. Por eso impulsó el uso de medidas represivas ilegales para resolver lo que denominaba «la cuestión judía».
Según la Asociación de Familiares de Desaparecidos Judíos, la desproporción entre la cantidad de los miembros de la colectividad judía en la Argentina y los detenidos desaparecidos judíos es prueba de un ensañamiento y un fuerte antisemitismo por parte de los represores setentistas. La colectividad judía representaba el 0,5 por ciento de la población general de la Argentina en los '70, mientras que los desaparecidos de origen judío representaron el 13% del total. Las torturas en los centros de detención clandestinos fueron más agresivos y violentos contra los prisioneros judíos, quienes no tenían tantas chances de sobrevivir como los no judíos.
Según Miriam Lewin, los represores le decían que «El único judío bueno es el judío muerto».

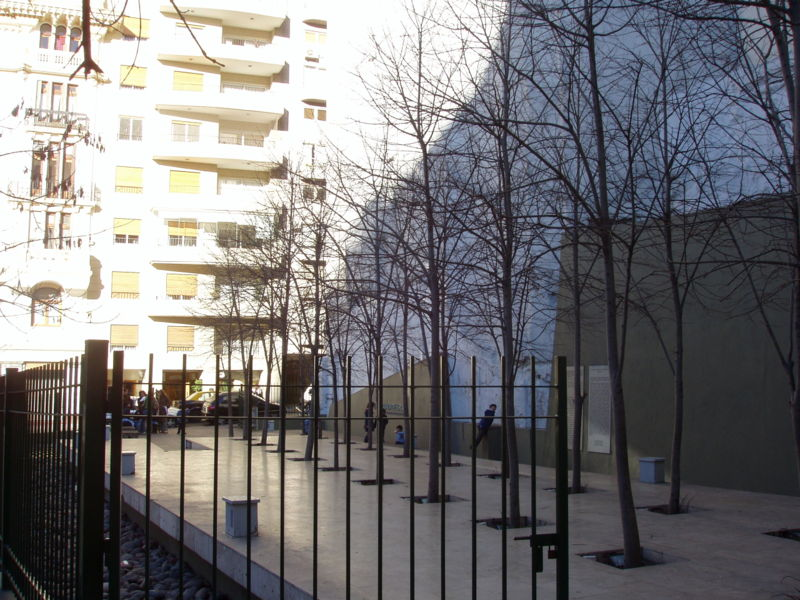
Los árboles de Tilo en la plaza Embajada de Israel, Buenos Aires, Argentina. Plantados en memoria de cada una de las víctimas del atentado terrorista en la embajada de Israel

En los años '90 se produjeron los ataques terroristas contra la embajada de Israel en 1992 y contra la AMIA en 1994. El atentado a la AMIA es considerado el peor ataque antisemita desde la Segunda Guerra Mundial.
Intentando sintetizar ambas posiciones, el investigador Daniel Lvovich ha escrito:

El atentado a la AMIA fue uno de los hechos de antisemitismo político más importantes de los últimos tiempos, pero su contracara fueron los miles de manifestantes reclamando justicia, con carteles que decían «todos somos judíos».
Daniel Lvovich, diario La Capital de Rosario

El antisemitismo cotidiano tiene una amplia difusión en la Argentina. Un ejemplo de ello es lo que sucede en el club de fútbol Atlanta, ubicado en el barrio Villa Crespo de Buenos Aires, un barrio que tiene una importante población judía. Desde hace varios años, los simpatizantes de los equipos contrarios suelen manifestarse contra Atlanta con banderas nazis y tirando jabones a la cancha.
Desde 1998 la DAIA realiza anualmente un informe sobre antisemitismo en la Argentina. La serie histórica muestra un considerable incremento de las denuncias por antisemitismo a partir de 2005. Mientras que en el período 1999-2004 el promedio anual de denuncias se ubicó en torno a las 180 por año, en el período 2005-2015 el promedio se elevó a unas 360 denuncias por año, alcanzando su pico máximo en 2006 con 600.
El 2 de mayo de 2019, en un programa de radio, la actriz venezolana Catherine Fulop hizo una comparación entre la crisis de Venezuela con lo sucedido en los campos de concentración de la Alemania nazi durante la Segunda Guerra Mundial, que generó una polémica y un fuerte repudio. Catherine Fulop había dicho en el programa:

"A los empleados públicos los tienen amenazados porque sino pierden sus trabajos, tienen a esa gente de los barrios a los que les dan plata y medicamentos que van a seguir bailando al son de ellos porque antes no han tenido nada. 
¿Por qué crees que Hitler sobrevivió, porque solito lo hizo todo? No, porque dentro de los judíos eran los peores, los más torturadores dentro de los campos de concentración. Los sapos eran los propios judíos que torturaban a su propia gente. Esto mismo está pasando en Venezuela".
Catherine Fulop

Tras haber dicho esto, el abogado Jorge Monastersky presentó una denuncia, que quedó a cargo del Juzgado Correccional Federal 4 a cargo del juez Ariel Lijo y del fiscal Federico Delgado, por violar el artículo 3 de la ley 23.592.

Artículo. 3°.- Serán reprimidos con prisión de un mes a tres años los que participaren en una organización o realizaren propaganda basados en ideas o teorías de superioridad de una raza o de un grupo de personas de determinada religión, origen étnico o color, que tengan por objeto la justificación o promoción de la discriminación racial o religiosa en cualquier forma.

En igual pena incurrirán quienes por cualquier medio alentaren o iniciaren a la persecución o el odio contra una persona o grupos de personas a causa de su raza, religión, nacionalidad o ideas políticas.
Constitución de la Nación

Luego Catherine Fulop pidió disculpas por lo que había dicho sobre la comunidad judía y el holocausto.
En enero de 2021, en una videoconferencia, Pablo Ansaloni, entonces diputado nacional, había dicho:

"Estamos más unidos que nunca, nadie nos va a romper a nosotros, y nadie que no tenga que ver con nuestra provincia, porque son como los judíos, por ahí no tienen patria, no saben dónde están o a quiénes representan. Yo sí sé a quiénes represento: represento a la seccional 185 de Colón, provincia de Buenos Aires".
Pablo Ansaloni

Luego de las declaraciones, Ansaloni pidió disculpas, diciendo que la grabación fue utilizada «de forma mal intencionada» y que fue «sacada de contexto».

## Racismo contra indígenas

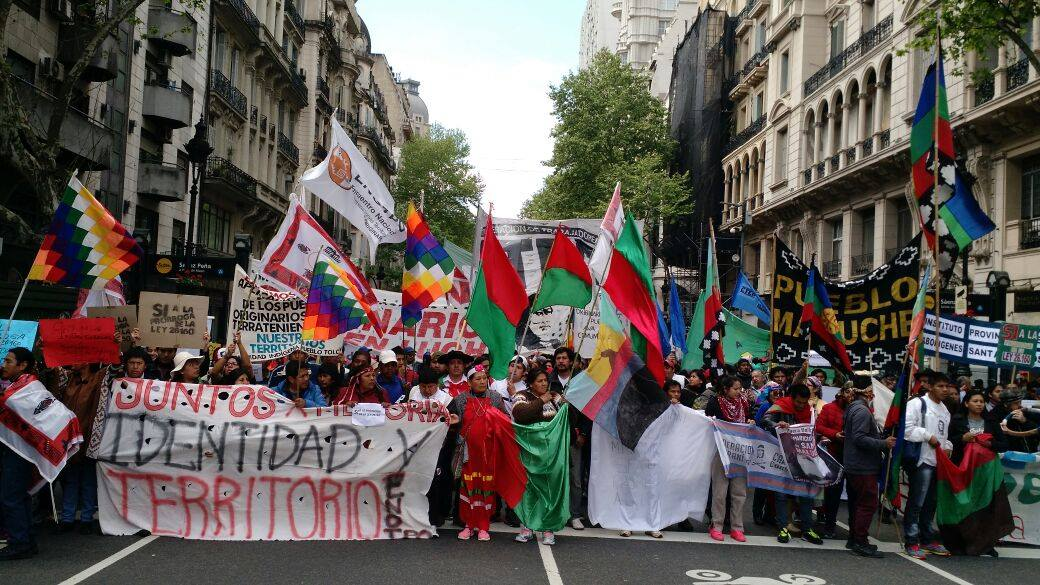
Mapuches movilizándose por la prórroga a la ley de Tierras Indígenas en el año 2017

El racismo, la discriminación y la invisibilización contra personas pertenecientes a los diversos pueblos originarios que habitan en la Argentina, genéricamente agrupados como indígenas, o que tienen antepasados indígenas, se agudizó en gran medida tras la independencia.
Tras la Revolución de Mayo se observan varios intentos iniciales de integración de la población indígena. Así por ejemplo, mediante el Decreto del 8 de junio de 1810, la Junta dispuso que las compañías de naturales indígenas que integraban el Batallón de Castas se integrasen a los Regimiento de Pardos y Morenos.

La Junta no ha podido mirar con indiferencia que los naturales hayan sido incorporados al cuerpo de castas excluyéndolos de los batallones españoles a que corresponden. Por su clase y expresas declaraciones de su Majestad, en lo sucesivo no debe haber diferencia entre el militar español y el militar indio: ambos son iguales y siempre debieron serlo, porque desde el principio del descubrimiento de estas Américas quisieron los reyes católicos que sus habitantes gozasen los mismos privilegios que los vasallos de Castilla.

Sin embargo la postura oficial cambió por completo especialmente durante las «guerras contra el indio» llevadas a cabo por el Estado argentino contra aquellos pueblos originarios que habitaban principalmente en la Pampa, la Patagonia y el Gran Chaco.
Charles Darwin, al pasar por Argentina en su histórico viaje alrededor del mundo, atestiguó en 1833 la práctica del asesinato masivo de mujeres indígenas para evitar la reproducción:

...si bien se asesina a sangre fría a todas las mujeres indias que parecen tener más de veinte años de edad para evitar su reproducción se perdona a los niños, a los cuales se vende o se da para hacerlos criados domésticos, o más bien esclavos. Cuando protesté en nombre de la humanidad me respondieron: sin embargo, ¿qué hemos que hacer? Tienen tantos hijos estos salvajes.
Charles Darwin, 1833

Julio Argentino Roca, quien fuera dos veces presidente de la Nación, afirmaba que:

Estamos como nación empeñados en una contienda de razas en que el indígena lleva sobre sí el tremendo anatema de su desaparición, escrito en nombre de la civilización. Destruyamos, pues, moralmente esa raza, aniquilemos sus resortes y organización política, desaparezca su orden de tribus y si es necesario divídase la familia. Esta raza quebrada y dispersa, acabará por abrazar la causa de la civilización.
Julio Argentino Roca, presidente argentino.

La posición del Estado argentino volvió a hacerse explícita al realizarse el Censo Nacional de 1895 cuando sus responsables afirmaron que:

No tardará en quedar la población unificada por completo formando una nueva y hermosa raza blanca.

Durante los años treinta y cuarenta comenzaron a producirse migraciones de trabajadores campesinos hacia las grandes ciudades, quienes a menudo se encontraban tratados despectivamente por amplios sectores de clase media y alta.
En 2005, aprovechando que Radio Nacional puso en el aire la radionovela Shunko, su director Gabriel Conti declaró que las comunidades quichuas en la Argentina, siguen siendo «olvidadas, despreciadas y marginadas».
La periodista María Luján Picabea cuenta, sobre Ariel Villarreal, el niño actor que interpretó el papel de Shunko en la obra, que:

[...] vino desde el monte a vivir a la provincia de Buenos Aires hace pocos años. Se incorporó a una escuela en la que sus compañeros lo llamaban «indio» y su maestra de grado recomendó a sus familiares que lo reprendieran porque «hablaba un idioma extraterrestre». Ariel hablaba quichua y prácticamente no comprendía el español. Eso lo convertía en un niño «con problemas» que debía asistir a una escuela especial.
María Luján Picabea.

El Grupo Internacional de Trabajo sobre Asuntos Indígenas (IWGIA) se refiere a la situación de los pueblos indígenas en la Argentina de hoy del siguiente modo:

Un amplio porcentaje de la sociedad nacional considera que no hay indígenas en Argentina porque la mayoría se extinguió o está a punto de hacerlo o porque «sus descendientes» se asimilaron a la civilización occidental y viven como cualquier otro ciudadano. Estas imágenes del sentido común han contribuido para que muchos indígenas se vean obligados a ocultar su identidad de manera defensiva a fin de evitar ser objeto de discriminación racial. Aun así es frecuente en el lenguaje corriente el uso de versiones peyorativas que asimilan «indio/indígena» a vago, indolente, sucio, bruto, salvaje.

## Racismo contra afrodescendientes y personas de piel más oscura
En la Argentina el racismo contra personas de ascendencia africana está influido por complejos procesos contradictorios. Por un lado un amplio proceso de mestizaje y la escuela pública igualitaria impulsaron conductas de convivencia multirracial. Pero por otro lado, la permanente difusión desde el Estado de que la Argentina tenía una población homogénea «blanca» y «sin negros», remarcando una valoración positiva de esa realidad supuesta, impulsó conductas racistas subterráneas que arraigaron en ciertos comportamientos sociales.
A pesar de su reducción a la esclavitud, testimonios de la época colonial sostienen que en Buenos Aires y Montevideo los esclavos eran tratados con menos crueldad que en otras partes. José Antonio Wilde, en su obra Buenos Aires desde 70 años atrás (1810-1880) escribe que:

Los esclavos habían sido tratados con verdadero cariño por sus amos, no habiendo punto de comparación con el trato dado en otras colonias.

Aunque esto no le impedía reconocer sin embargo que:

las amas atormentaban más o menos a esta fracción desventurada del género humano (y que) estaban entre nosotros por lo general muy mal vestidos.

La misma opinión en cuanto al mejor trato nos dejaron en sus testimonios los extranjeros que venían. Por ejemplo, Alexander Gillespie, capitán del ejército británico durante las invasiones inglesas, escribió en sus memorias que lo sorprendió lo bien que se los trataba en contraste con nuestros plantadores y los de América del Sur, y proseguía:

Estos infelices desterrados de su país, así que son comprados en Buenos Aires, el primer cuidado del amo es instruir a su esclavo en el lenguaje nativo del lugar, y lo mismo en los principios generales y el credo de su fe. [...] Los amos, en cuanto pude observar, eran igualmente atentos a su moral doméstica. Todas las mañanas antes de que el ama fuese a misa, congregaba a las negras en círculo sobre el suelo, jóvenes y viejas, dándoles trabajo de aguja y tejido, de acuerdo con sus capacidades. Todos parecían joviales y no dudo que la reprensión también penetraba en su círculo. Antes y después de la comida, así como en la cena, uno de estos últimos se presentaba para pedir la bendición y dar las gracias, lo que se les enseñaba a considerar como deberes prominentes y siempre los cumplían con solemnidad.
Memorias de Alexander Gillespie, capitán del ejército británico

En 1801 las milicias de soldados negros y mulatos libres, existentes en Buenos Aires desde muy antiguo, fueron regladas y disciplinadas, estableciéndose compañías en Buenos Aires, Montevideo y Asunción. Luego de la invasión británica de 1806 esas milicias porteñas constituyeron el Batallón de Castas junto a soldados indígenas, segregados por compañías de mulatos, pardos y naturales. Parte de esos soldados fueron trasladados al Cuerpo de Castas de Artillería. Un Cuerpo de Esclavos fue también formado para defender Buenos Aires en caso extremo, pero no se les entregó armas. Luego de la Revolución de Mayo el Batallón de Castas formó el Regimiento de Pardos y Morenos que participó en todas las campañas de la Guerra de la Independencia de la Argentina.
Durante el gobierno de Juan Manuel de Rosas la población negra de Buenos Aires llegó al 30 %. Después de abolirse la esclavitud los afroargentinos vivieron en condiciones miserables y discriminados. De los catorce colegios existentes en Buenos Aires en 1857 solo dos admitían niños negros, a pesar de que el 15 % de los alumnos de ese año eran de color. Similarmente, en 1829, en Córdoba solo podían ingresar a los colegios secundarios dos afros por año; y a la universidad solo tuvieron acceso en 1853.
En un artículo titulado «Historias de una Argentina en la que ser negro no es nada fácil», el periodista Horacio Cecchi recopila una sucesión de actos discriminatorios contra personas de piel más oscura sucedidos en la Argentina, como la denuncia presentada en el año 2000 por el Banco Mundial contra las autoridades migratorias argentinas por discriminación y maltratos a un funcionario del gobierno de Mozambique.

## Racismo contra gitanos
En la Argentina como en otros países existe un racismo profundo aunque no abierto contra el pueblo rom (gitanos). Muchas personas atribuyen a los gitanos una actitud maliciosa y de mala fe. Existe una conocida leyenda de la gitana que viene a robarse los niños.

La relación con los vecinos es buena, pero existe cierta clase de discriminación oculta contra los rom y los judíos y menos en contra de los descendientes de árabes en una creciente minoría del pueblo argentino, la cual puede ser vista al tratar un negocio o en algunos lugares públicos, a pesar de la ley antidiscriminatoria existente, sin embargo, esta siempre es oculta ―la casa se vendió―, no hay lugar en el restaurante, discúlpeme, y raramente un insulto son las expresiones discriminatorias comunes.

## Invisibilización de grupos étnicos
La «invisibilización» de culturas y etnias es un mecanismo de discriminación ampliamente utilizado en todo el mundo. Es un mecanismo íntimamente vinculado a los fenómenos de «desaparición» y al homo sacer (hombre sin derechos) del Imperio romano.
En la Argentina ha existido y continúa existiendo una cultura general y una política estatal consciente de invisibilización de determinadas culturas y grupos sociales, básicamente aquellos definidos como no-europeos.
El investigador Navarro Floria ha estudiado en detalle este proceso de invisibilización con respecto a los indígenas de la Pampa y la Patagonia, destacando el papel de Martin De Moussy en la difusión en Europa de una imagen de una Argentina sin indios:

Si D’Orbigný había establecido «científicamente» la existencia de «salvajes» y Sarmiento había sacado las conclusiones políticas correspondientes en torno de la necesidad de someterlos o exterminarlos, De Moussy constituye una muestra del «olvido oficial» de los pueblos indios a nivel de divulgación y en los materiales destinados a dar a conocer el país a los potenciales inmigrantes e inversores del exterior. Su aporte a la construcción ideal del Estado consistió en la representación de un país sin indios, en el sentido que le daba Sarmiento a la idea del desierto fecundable, que esperaba la mano del hombre (blanco, inmigrante, trabajador agrícola) para dar todo de sí.

El proceso de invisibilización ha sido ejecutado mediante múltiples formas. Una de ellas ha sido la manipulación de los censos, para reducir y hasta eliminar los registros relacionados con personas o culturas no europeas. De este modo ser ordenó reemplazar la palabra «negro» para mencionar la pertenencia étnica-cultural de las personas, por la palabra «trigueño» solo referida a la tonalidad de piel. Ello permitió al Estado Argentino declarar en el censo de 1947 que la totalidad de la población argentina era «blanca».
El proceso de invisibilización en las publicaciones sociales y escolares se realiza mediante técnicas sutiles de manipulación de textos, mediante los modos de denominar y adjetivar, cuando no en la abierta omisión de los hechos sociales o la falsificación de los mismos. En ejemplo claro de ello es el relacionado con el desierto y la llamada «Campaña del desierto». La baja densidad poblacional estructural en amplias zonas del territorio argentino, llevó a ciertos ideólogos a desarrollar la idea de «desierto», en el sentido de no habitado por personas.
El antropólogo argentino Miguel Alberto Bartolomé de la UNAM, en su artículo Los pobladores del desierto, analiza las implicancias del término «desierto» en la política e historiografía argentinas:

Hacia 1875, el presidente Nicolás Avellaneda expresaba que: «Suprimir a los indios y ocupar las fronteras no implica en otros términos sino poblar el desierto» (en Auza, 1980:62). Los indios estaban y no estaban allí, el desierto era desierto a pesar de la presencia humana, pero esta presencia no era blanca, ni siquiera mestiza y por lo tanto carente de humanidad reconocible. Poblar significaba, contradictoriamente, matar. Despoblar a la tierra de esos «otros» irreductibles e irreconocibles, para reemplazarlos por blancos afines a la imagen del «nosotros» que manejaba el Estado «nacional» emergente.

El «desierto» básicamente estuvo ubicado en la llanura pampeana y la Patagonia, una amplia región bajo dominio de las naciones mapuche, ranquel y het que resistieron con éxito la invasión española. La consideración del territorio indígena como desierto, permitió «invisibilizar» a los mapuches, ranqueles y het y proceder a una «Campaña del Desierto», eufemismo para denominar la guerra que el Estado Argentino realizó contra esos pueblos originarios a finales del siglo XIX, para arrebatarles la totalidad de su territorio, lo que finalmente sucedió. En Chile ese territorio era conocido como la Araucanía, es decir el país de los araucanos o mapuches.
Un mecanismo similar de invisibilización fue sistemáticamente aplicado a los afroargentinos, grupo al que se consideró «desaparecido» en algún momento de la segunda mitad del siglo XIX, sin que hasta el presente exista una explicación razonable para la desaparición de un sector que representaba el 30 % de la población total pocos años antes.
La investigadora Miriam Gomes sostiene:

A los negros hasta se los discriminaba en los cementerios, porque estaban separados de los blancos. Hay racismo historiográfico y silencio en la educación. Casi no se los menciona en los textos escolares o se distorsiona la historia. Los negros fueron los que estuvieron en las defensas ante las invasiones inglesas de 1806 y en las luchas por la Independencia.

También se ha desarrollado una política de invisibilización para con los inmigrantes de otros países latinoamericanos y sus descendientes, que en algunos casos han constituido comunidades mayores y más antiguas que las de la mayoría de los grupos europeos que migraron a la Argentina.
Más recientemente el Estado Argentino utilizó ampliamente la posibilidad de mantener en situación de «sin papeles» a un número imposible de conocer de migrantes, pero que suma cientos de miles de personas. A partir de 2006, como consecuencia de los Acuerdos Migratorios de 2002 celebrados entre Argentina, Brasil, Bolivia, Chile, Paraguay, y Uruguay, a los que luego se sumó Perú, se ha establecido el derecho de todos los ciudadanos de esas naciones a vivir y trabajar libremente en cualquiera de esos países.

## Negación del racismo
Isabel Santi, de la Universidad de París, sostiene:

Un país en el que un dicho popular sostiene que «acá no hay racismo porque no hay negros», tiene un problema con la discriminación. Ignacio Kilich (1995) observa que, implícitamente, ese dicho afirma la existencia subterránea del racismo.
Isabel Santi

La negación del racismo, incluso en sus formas más evidentes, es una característica del racismo en la Argentina que se repite en muchos otros países modernos y en particular latinoamericanos como Perú, Brasil, etc. La negación hace aún más difícil combatir el racismo porque este adopta la forma de un proceso sutil e insidioso.
Resulta habitual encontrar autorrepresentaciones de la Argentina como un «crisol de razas», un equivalente del «melting pot» estadounidense. En realidad la idea de asimilación cultural que subyace al concepto de crisol de razas tiende a emerger a través de manifestaciones racistas como la exaltación de una supuesta «raza argentina», y se opone a la idea de pluralismo cultural.
El concepto de una «raza argentina» fue desarrollado por José Ingenieros en su libro Sociología argentina (1913).
El pensamiento de José Ingenieros es citado del siguiente modo por el filósofo mexicano Leopoldo Zea:

El futuro de la Argentina lo veía así Ingenieros (en 1915): «Hay ya elementos inequívocos de juicio para apreciar este advenimiento de una raza blanca argentina y que pronto nos permitirá borrar el estigma de inferioridad con que han marcado siempre los europeos a los sudamericanos». Ahora, agrega, en el ejército, «en vez de indígenas y gauchos mercenarios, son ciudadanos blancos los que custodian la dignidad de la nación». Dentro de quince o cien años, las consecuencias serán más importantes y son fáciles de pronosticar. En el territorio argentino, emancipado hace un siglo por el pensamiento y la acción de mil a diez mil «euroargentinos», vivirá una raza «compuesta por quince o cien millones de blancos, que en sus horas de recreo leerán las crónicas de las extinguidas razas indígenas, las historias de la mestizada gaucha que retardó la formación de la raza blanca, y acaso los poemas gauchescos de Martín Fierro y Santos Vega, o las novelas de Juan Moreno».

Una manifestación de esto es el festejo oficial del 12 de octubre, día de la llegada de Cristóbal Colón a América, como Día de la Raza, establecido por el presidente Hipólito Yrigoyen y copiado en muchos países de América Latina.
Otro caso destacable es el de algunos comentaristas u opinólogos. Tal es el caso del escritor, ultraderechista y opinólogo Agustín Laje Arrigoni, quien en 2022 en el programa de entrevistas mexicano "El Octátono" afirmó que en Argentina no había racismo. Cuando el entrevistador le preguntó nuevamente "¿no hay racismo en Argentina?", Agustín reafirmó: "no, en absoluto". Este mismo escritor se ha opuesto abiertamente a movimientos como "Black Lives Matter" comentando que es "gente reclutada y financiada".

### Racismo implícito
En virtud de la negación del racismo, se han acentuado expresiones racistas encubiertas de tipo clasista (pobres, villeros, indigentes), de gustos musicales (cumbia, cuarteto), etc. En lugar de usar el «Negro de mierda» suelen usarse el mote negro villero, o eufemismos como negro de alma, negro de mente, negro de espíritu etc.
El auge de estas expresiones viene aparejada a una dinámica social hacia fines de los años noventa (ver sección Racismo en política) con la visibilidad del villero como actor social. Entrada en las décadas del siglo XXI, las nuevas formas de chivos expiatorios son dirigidas hacia los menores de edad marginales, quienes son estigmatizados con la delincuencia, la adicción a las drogas y la violencia desenfrenada.
Negro villero: Esta expresión refleja estigmas de territorio, clase y raza, la cual se interpela a partir de una sospecha generalizada sobre sus capacidades morales, laborales, e intelectuales.

(...)
Dicen que mi barrio
está lleno de hampones,
que sólo es un fuerte
de droga y ladrones.
(...)
Yerba Brava, 100% villero.

## Racismo en la política
En 1919 irrumpió en sociedad una banda armada conocida como la Liga Patriótica Argentina, un grupo xenófobo y antisemita fundado en el aristocrático Club Naval bajo el lema «Patria y orden», que atacaba a obreros, judíos, anarquistas y opositores políticos. Esta agrupación paramilitar agrupaba a hijos de las clases altas y contaba en el apoyo y soporte de sacerdotes, intelectuales, industriales, militares, terratenientes y políticos reaccionarios. Su presidente era el radical Manuel Carlés. Sus barrios de acción preferidos eran Once y Villa Crespo y el caso testigo, símbolo de la brutalidad de esta banda, es el asesinato de una niña de 13 años, Paulina Viviani, apuñalada por un soldado del ejército frente a su madre. La Liga Patriótica realizó en Buenos Aires el único pogrom de que se tiene registro en América.
En Argentina, el racismo está íntimamente relacionado con la política en la oposición entre peronismo y antiperonismo. El antiperonismo desarrolló una amplia ideología racista tendiente a denigrar e infravalorar a los simpatizantes del peronismo, mayoritariamente pertenecientes a las clases trabajadoras y bajas.
Básicamente el racismo antiperonista se basa en la identificación de los simpatizantes peronistas con «los negros» con un sentido abiertamente denigratorio. En una histórica carta a su madre referida al bombardeo de la plaza de Mayo por sectores antiperonistas, el Che Guevara utiliza varias veces el término «negros» a modo de ironía crítica imitando el modo en que hablaban los antiperonistas:

Otrosí, digo, para quienes no hay escapatoria posible ante la historia es para los mierdas de los aviadores que después de asesinar gente a mansalva se van a Montevideo a decir que cumplieron con su fe en Dios; es impresionante que la gente llore porque le quemaron su iglesia dominguera, pero le parece la cosa mas natural del mundo que revienten la cantidad de «negros» que reventaron. No te olvides que muchos de ellos fueron a morir por un ideal, pues eso de la compulsión no puede ser cierta sino en parte, en todo caso, y que cada «negro» tenía su familia que mantener, y que los tipos que dejan en la calle a la familia del «negro» son los mismos que se van al Uruguay a darse golpes de pecho por la hazaña de machos. Otra cosa importante es la cantidad de «gente bien» que murió fuera de los casos fortuitos, eso mismo indica el carácter de la gente que iba a
derrocar a Perón.

Uno de los términos racistas utilizados por el antiperonismo es «cabecita negra», ya tratado más arriba, para atribuirlo despectivamente a los simpatizantes del peronismo, generalmente asociado con los términos despectivos «negro» y «grasa». El cuento de Germán Rozenmacher titulado precisamente Cabecita negra refleja con gran realismo las relaciones racistas que establecieron las clases medias de Buenos Aires con las nuevas clases trabajadores procedentes de las provincias, en el marco del conflicto peronismo-antiperonismo.
Relacionado con este racismo político apareció también la denominación de «aluvión zoológico» para referirse a los peronistas. El escritor Julio Cortázar en su novela El examen de 1950, recrea el siguiente diálogo entre un grupo de jóvenes antiperonistas que asisten a una manifestación peronista en la plaza de Mayo:

No me importan ellos -dijo Juan-. Me importan mis roces con ellos... Me jode no poder convivir, entendés. No-poder-con-vivir. Y esto ya no es un asunto de cultura intelectual, de si Braque o Matisse o los doce tomos o los genes o la archimedusa. Esto es una cosa de la piel y de la sangre. Te voy a decir una cosa horrible, cronista. Te voy a decir que cada vez que veo un pelo negro lacio, unos ojos alargados, una piel oscura, una tonada provinciana, me da asco.

En las décadas de 1960 y 1970 aparecieron organizaciones como Tacuara y la Triple A, este último un grupo parapolicial organizado y financiado desde el Estado, que tenían componentes nazis y antisemitas.
Más recientemente, el racismo ha sido utilizado para atacar a los denominados piqueteros, en realidad organizaciones de desempleados que emergieron con fuerza en los años noventa. Una vez más el término «negra» y «negro» es utilizado ampliamente para referirse a sus miembros con un sentido sumamente peyorativo. El discurso «antipiquetero» suele relacionarse con el hecho de vivir en barrios carenciados (villas miseria), la criminalidad y la eventual condición de migrante: «villeros», «delincuentes», «boliguayos».
El hecho ha sido reflejado por el periodista argentino Sergio Kiernan en un artículo publicado en el diario Página/12 con el siguiente título: «Cuando el piquetero pasa a ser “ese negro de mierda”».
La madrugada del 4 de diciembre de 2013 la ciudad de Córdoba fue epicentro de una violenta ola de saqueos, aprovechando el acuartelamiento policial en reclamo de aumento de salarios al Gobierno de la Provincia de Córdoba. La reacción espontánea de algunos sectores sociales fue la estigmatización expresada a través de la humillación racial, utilizando la expresión "negro" en sentido peyorativo. Estos hechos coincidieron con el fallecimiento de Nelson Mandela, líder de la lucha contra apartheid en Sudáfrica, que los mismos sectores consideran como algo negativo. Esta paradoja cultural fue reflejada en una nota de opinión de Rodrigo López Tais publicada en el periódico La Voz del Interior, titulada "Negro de alma".
El 22 de febrero de 2019, el Ministerio de Producción y Trabajo publicó una imagen titulada: "Leyes Para la Transformación Productiva" con un gráfico que generó un fuerte repudio en las redes sociales.
La imagen representaba a la población como personas rubias, blancas y bien vestidas sostenían a una multitud de personas con pieles más morenas u oscuras. Haciendo referencia a que las personas blancas pagan impuestos, mientras que las personas negras no.
Lo cual muchas personas lo habían señalado como una carácter racista y discriminatorio al dibujo, que intenta homologar el aspecto físico a determinada situación económica, laboral y fiscal.

## Racismo en el deporte
En 2020 se produjo un escándalo debido a la difusión de varios mensajes racistas y discriminatorios enviados por jugadores que luego fueron seleccionados para integrar la selección mayor de rugby conocida como Los Pumas, incluyendo el capitán Pablo Matera. Algunos de los mensajes decían lo siguiente:

Linda mañana para salir en el coche a pisar negros. (Pablo Matera)
Sudáfrica Baby! Por fin me voy de este país lleno de negros... Ouch!! (Pablo Matera)
El odio a los bolivianos, paraguayos, etc. nace de esa mucama a la que una vez se le cayó un pelo en tu comida. (Pablo Matera)
¿Qué es una mucama embarazada de trillizos? Un kit de limpieza (Guido Petti)
Para ser un judío se necesita un corte en el pito.... Un corte en el pito y gastar poquito, para ser un judío. (Santiago Socino)
Qué quilombito se podría armar en Villa Crespo si Hitler estuviera vivo. Atlanta. El que no salta es un jabón. (Santiago Socino)

Ese mismo año se dio una sanción sin precedentes en el futbol argentino después de que el jugador de Nueva Chicago Arnaldo González realizara gestos antisemitas contra los hinchas de Atlanta, club identificado desde sus comienzos con la comunidad judía de Argentina. González fue suspendido por diez fechas a raíz del incidente.
En 2022, el jugador afroperuano por el equipo de fútbol Boca Juniors, Luis Advíncula, fue objeto de una burla discriminatoria por redes sociales que indicaba "la pisa el mono mira". El mensaje fue compartido por el jugador del San Lorenzo, Nicolás Fernández, quien algún momento después borró el post.

## Chistes racistas
El humor a través de los chistes racistas ha sido y es un modo eficaz universalmente de difundir y consolidar las ideologías racistas. En general se discute mucho cuáles son los límites del humor racista o étnico. Históricamente Sigmund Freud ya había distinguido los «chistes inocentes» de los «chistes tendenciosos»; estos últimos no son graciosos para ciertas personas aludidas directa o indirectamente en el chiste.

## El INADI y la Ley Antidiscriminatoria

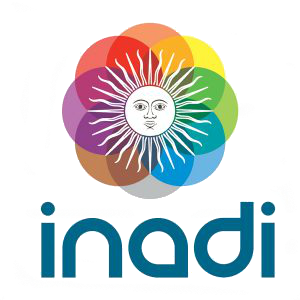
Logo del INADI

El 3 de agosto de 1988, durante la presidencia de Raúl Alfonsín, se sancionó la Ley 23.592, conocida también como Ley Antidiscriminatoria. Su ideólogo fue el abogado penalista Bernardo Beiderman.
La ley contiene tres artículos básicos:
- Acción civil: una acción civil para hacer cesar el acto discriminatorio y por daños y perjuicios materiales y morales, en casos de discriminación por «motivos tales como raza, religión, nacionalidad, ideología, opinión política o gremial, sexo, posición económica, condición social o caracteres físicos» (Artículo 1).
- Delito penal: crea dos delitos penales. El primero castiga la realización de propaganda o la participación en organizaciones que sostenga la superioridad de una raza o de un grupo de personas de determinada religión, origen étnico o color. El segundo castiga el acto de incitar a la persecución o el odio con personas a causa de su raza, religión, nacionalidad o ideas políticas. La pena es de 3 meses a tres años de prisión (Artículo 3).
- Agravante de los delitos penales: cualquier delito será agravado cuando sea cometido por persecución u odio a una raza, religión o nacionalidad, o con el objeto de destruir en todo o en parte a un grupo nacional, étnico, racial o religioso (Artículo 2).

El 5 de julio de 1995, durante la presidencia de Carlos Menem, se sancionó la Ley 24.515 creando el INADI, que comenzó sus tareas en 1997.
El INADI fue un ente descentralizado en la órbita del Ministerio de Justicia y Derechos Humanos, con facultades para recibir denuncias, investigar, realizar campañas, y apoyar a las víctimas, en cuestiones relacionadas con toda forma de discriminación.

## Situación de la lucha contra el racismo en Argentina
Víctor Ramos ―fundador del INADI y presidente de SOS Internacional― comenta el estado de la lucha contra el racismo en Argentina:

Argentina, en relación con el resto del mundo, es de avanzada en materia y lucha contra la discriminación y el racismo. Con la creación del INADI, en 1997 ―y de la que participé como fundador― fue un hito muy fuerte en su momento, ya que por primera vez se instalaba en nuestro país el tema. Por otra parte, haciendo un estudio comparado de las estadísticas mundiales, nosotros nos ubicamos entre los primeros estados nacionales que asumen verdaderamente una batalla contra el racismo.

Sin embargo, esto no significa que se haya avanzado demasiado. Lo que sí se generó en Argentina fue una serie de debates importantes e interesantes sobre los pueblos originarios de nuestro país, sobre la colectividad judía, sobre la discapacidad y también sobre los inmigrantes.

En 2008, la justicia argentina condenó a 22 años de prisión a un policía que lesionó e intentó asesinar a un joven por el solo hecho de ser boliviano. La pena reflejó el agravante contemplado en la ley antidiscriminatoria 23.592, cuando el delito «sea cometido por persecución u odio a una raza, religión o nacionalidad».